# Siridapha mulunguensis
Siridapha mulunguensis är en tvåvingeart som beskrevs av Vanschuytbroeck 1963. Siridapha mulunguensis ingår i släktet Siridapha och familjen Pyrgotidae.
Artens utbredningsområde är Kongo. Inga underarter finns listade i Catalogue of Life.